# Lan đốm
Lan đốm hay túi thơ gót, túi thơ đốm nâu (danh pháp khoa học: Gastrochilus calceolaris) là một loài thực vật thuộc họ Lan. Lan đốm phân bố ở Philippines, Việt Nam, Ấn Độ, Nepal, Bhutan, Myanmar, Trung Quốc, Thái Lan, Malaysia. Môi trường sống tự nhiên của chúng là rừng ẩm vùng đất thấp nhiệt đới hoặc cận nhiệt đới. Chúng hiện đang bị đe dọa vì mất môi trường sống.
Tại Việt Nam, lan đốm phân bố ở Khánh Hòa, Kon Tum, Lâm Đồng. Thân cây cao 5 cm đến 7 cm, hoa nhỏ màu lục có đốm nâu, môi vàng có đốm đỏ.
Danh pháp đồng nghĩa: Aerides calceolaris Buch.-Ham. ex Smith, Saccolabium calceolare (Smith) Lindl.

## Hình ảnh

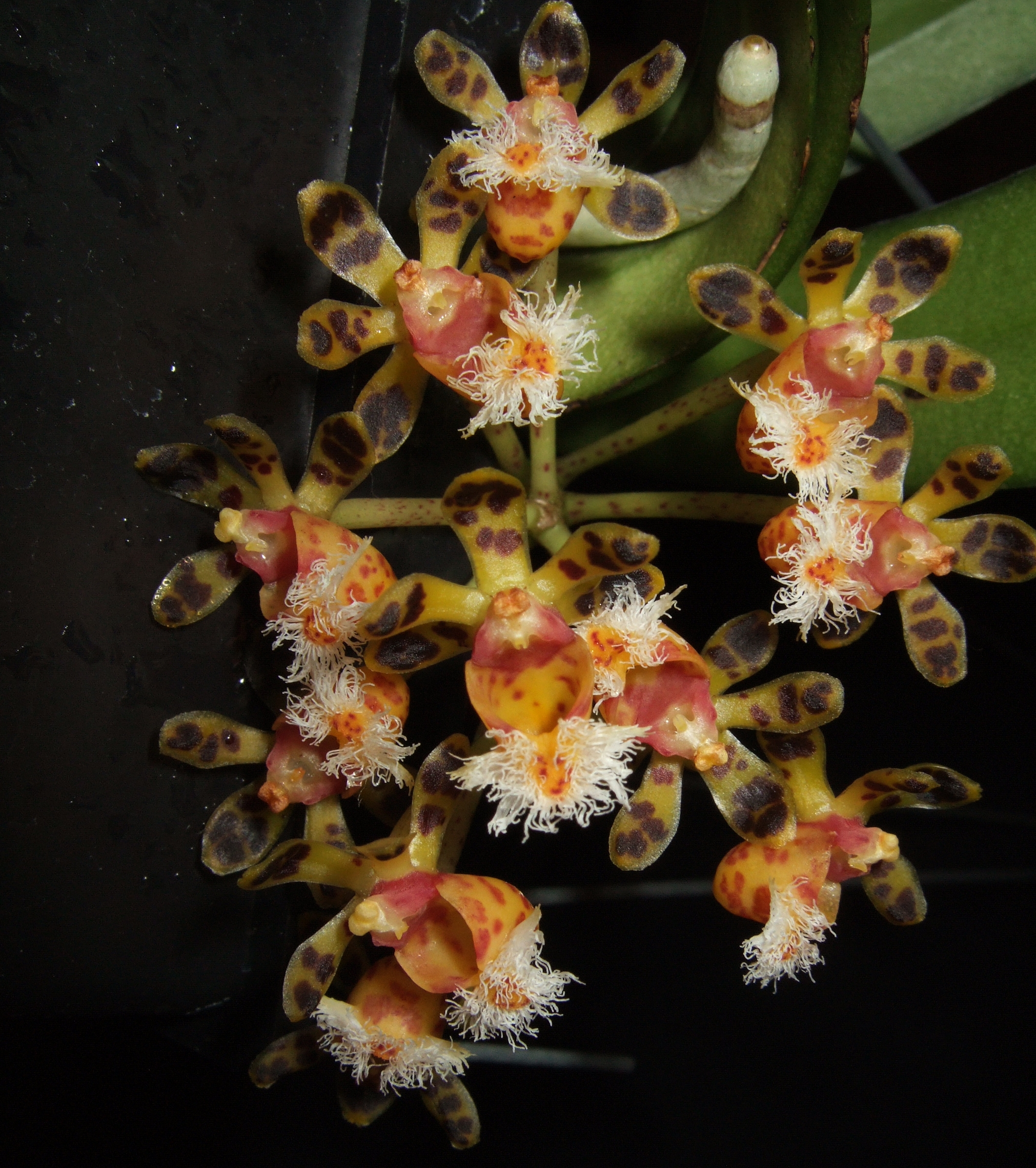
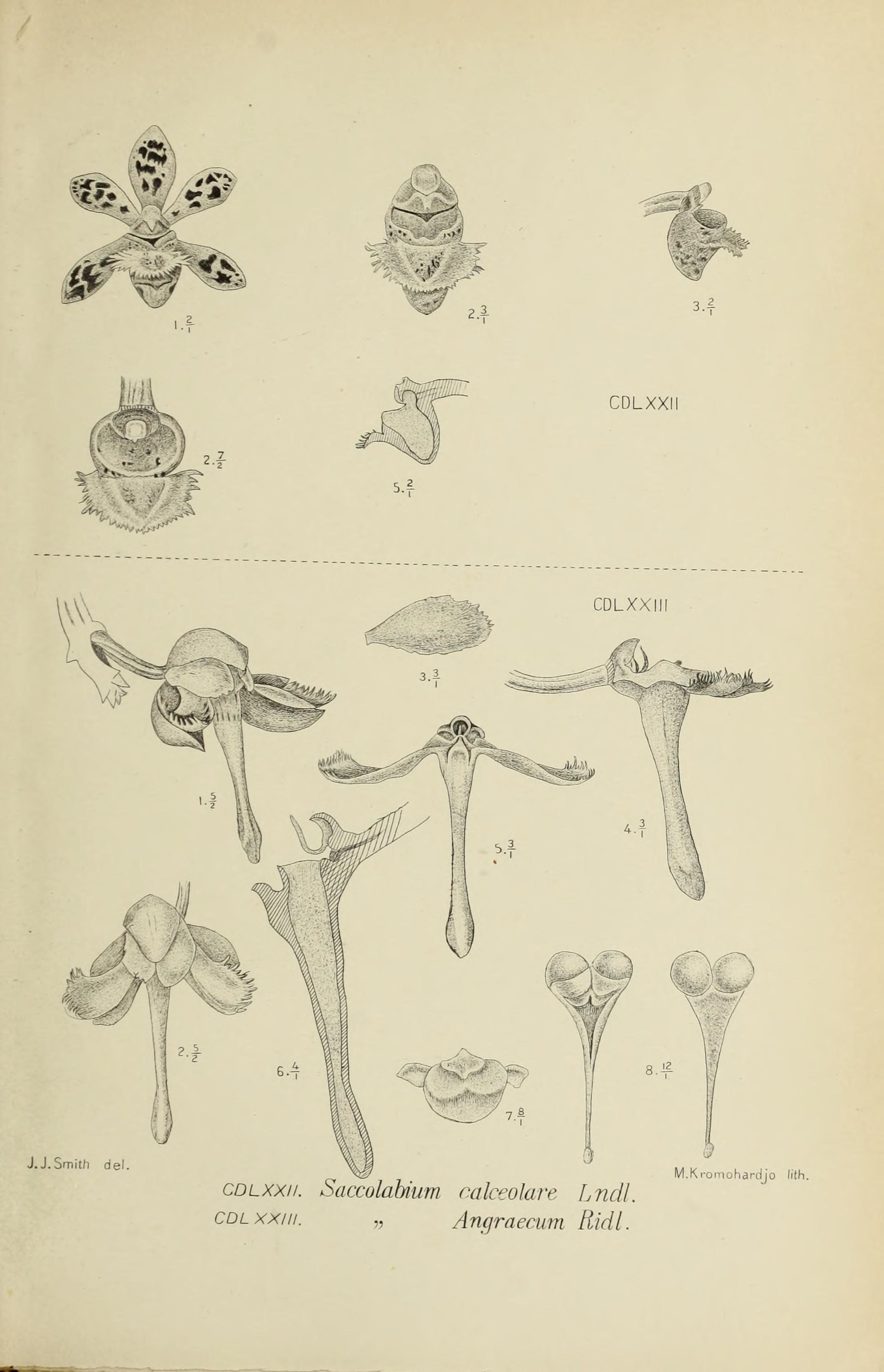